# Maxime III Mazloum
Maxime III Mazloum, né en novembre 1779 à Alep et mort le 11 ou le 23 août 1855 à Alexandrie, fut patriarche de l’Église grecque-catholique melkite de 1833 à 1855.

## Biographie
Maxime Mazloum est né à Alep en 1779. Il fut en 1806, secrétaire du synode de Karafé dont les conclusions furent critiquées par Rome.
En 1811, il fut élu et sacré évêque d’Alep. Son élection étant contesté par Rome, il partit en Europe et y séjourna 18 ans. Le 17 décembre 1816, Maxime est nommé évêque titulaire d'Abydos (de) puis le 29 avril 1817, archevêque titulaire de Myre (de)
En 1821, il fit édifier, à Marseille, l'église Saint-Nicolas de Myre, à la demande de réfugiés orientaux, repliés là en 1801 après avoir combattu en Égypte dans l'armée napoléonienne, et de Syriens fuyant les persécutions ottomanes en 1817.
En 1831, le pape Grégoire XVI le renvoya en Syrie pour réorganiser le collège de l’Annonciation à Aïn Traz près de Deir el Qamar.
En 1832, les Égyptiens s'emparèrent de Damas et de toute la Syrie, qu'ils conservèrent jusqu'en 1841. Profitant de cela, le patriarche Maximos III Mazloum, élu en 1833, revint à Damas en 1834.
En 1835, au synode réuni à Aïn Traz, il fixe la discipline et les structures de l’Église melkite, dans le respect du particularisme oriental et avec l’agrément de Rome.
En 1838, il obtint du pape le privilège personnel de porter, outre celui de patriarche d'Antioche, les titres de patriarche d'Alexandrie et Jérusalem.
En 1841, après les massacres du Liban, il transféra officiellement le patriarcat à Damas.
En 1848, il obtint de la Sublime Porte l'émancipation civile pour son Église, émancipation civile qu'il mit en œuvre jusqu'au terme de son mandat.
En 1849, il organisa le synode de Jérusalem.